# Liste der Monuments historiques in La Caure
Die Liste der Monuments historiques in La Caure führt die Monuments historiques in der französischen Gemeinde La Caure auf.

## Liste der Objekte
| Bezeichnung               | Beschreibung | Standort                                | Kennzeichnung | Schutzstatus | Datum | Bild |
| ------------------------- | --- | --------------------------------------- | ------------- | ------------ | ----- | ---- |
| Skulptur Madonna mit Kind | Stein, farbig gefasst, um 1520                                                                                         | in der Kirche St-Pierre-ès-Liens (Lage) | PM51003273    | Inscrit      | 1990  |      |
| Ziborium                  | Silber, vergoldet, Messing, zwischen 1798 und 1809                                                                     | in der Kirche St-Pierre-ès-Liens (Lage) | PM51003624    | Inscrit      | 1994  |      |
| Skulptur eines Mannes     | Holz, farbig gefasst, 16. oder 17. Jahrhundert                                                                         | in der Kirche St-Pierre-ès-Liens (Lage) | PM51003274    | Inscrit      | 1990  |      |
| Kommuniontisch            | Schmiedeeisen, vergoldet, 18. Jahrhundert                                                                              | in der Kirche St-Pierre-ès-Liens (Lage) | PM51003276    | Inscrit      | 1990  |      |
| Petrusaltar               | linker Seitenaltar; Altartisch, Retabel und Gemälde; Holz, farbig gefasst, sowie Ölfarbe auf Leinwand, 18. Jahrhundert | in der Kirche St-Pierre-ès-Liens (Lage) | PM51003275    | Inscrit      | 1990  |      |
| Triumphbogen              | Schmiedeeisen, 18. Jahrhundert                                                                                         | in der Kirche St-Pierre-ès-Liens (Lage) | PM51003277    | Inscrit      | 1990  |      |
| Kreuzigungsgruppe         | Holz, 16. Jahrhundert                                                                                                  | in der Kirche St-Pierre-ès-Liens (Lage) | PM51000129    | Classé       | 1957  |      |